# Петнадесета пехотна охридска дивизия
Петнадесета пехотна охридска дивизия е българска военна част

## Формиране
Дивизията е създадена на 28 юли 1941 г. и е придадена към пета българска армия. Щабът на дивизията се намира в Битоля. Самата дивизия включва в състава си четиридесет и пети пехотен чегански полк, петдесет и четвърти пехотен битолски полк и петдесет и пети пехотен охридски полк, 15-и дивизионен артилерийски полк, 15 инженерен батальон, 15 противотанков батальон, 10 и 11 гранични части, 15 дивизионна болница и 15 тилов батальон. След преминаването на България на страната на Съюзниците през септември 1944 г. дивизията води сражения с немски части във Вардарска Македония. На 30 септември 1944 г. дивизията е разпусната.

## Началници
Званията са към датата на заемане на длъжността.
| №  | звание        | име              | дати                                                   |
| -- | ------------- | ---------------- | ------------------------------------------------------ |
| 1. | Полковник     | Никола Боев      | 28 юни 1941 – 4 юни 1942                               |
| 2. | Полковник     | Иван Маринов     | 18 юни 1942 – 3 септември 1944                         |
| 3. | Полковник     | Димитър Младенов | 4 септември 1944 – 5 октомври 1944 (временен командир) |
| 4. | Генерал-майор | Михаил Матеев    | 1944 – 1945                                            |